# Maximilian Dittgen
Maximilian Dittgen (Moers, 1995. március 3. –) német utánpótlás-válogatott labdarúgó, jelenleg a Borussia Mönchengladbach játékosa. A 2012-es U17-es labdarúgó-Európa-bajnokságon részvevő német U17-es labdarúgó válogatott tagja volt.

## Statisztika
2014. augusztus 25. szerint.
| Klub információ       | Klub információ       | Klub információ       | Bajnokság | Bajnokság | Kupa      | Kupa      | UEFA  | UEFA | Összesen | Összesen |
| Szezon                | Klub                  | Bajnokság             | Mérk.     | Gól       | Mérk.     | Gól       | Mérk. | Gól  | Mérk.    | Gól      |
| Németország           | Németország           | Németország           | Bajnokság | Bajnokság | DFB-Pokal | DFB-Pokal | UEFA  | UEFA | Összesen | Összesen |
| --------------------- | --------------------- | --------------------- | --------- | --------- | --------- | --------- | ----- | ---- | -------- | -------- |
| 2012–13               | FC Nürnberg II        | Regionalliga Bayern   | 1         | 0         | 0         | 0         | —     | —    | 1        | 0        |
| 2013–14               | FC Nürnberg II        | Regionalliga Bayern   | 24        | 2         | 0         | 0         | —     | —    | 24       | 2        |
| 2014–15               | FC Nürnberg II        | Regionalliga Bayern   | 23        | 2         | 0         | 0         | —     | —    | 23       | 2        |
| Összesen Nürnberg II  | Összesen Nürnberg II  | Összesen Nürnberg II  | 48        | 4         | 0         | 0         | 0     | 0    | 48       | 4        |
| 2014–15               | FC Nürnberg           | Bundesliga 2          | 6         | 0         | 0         | 0         | —     | —    | 6        | 0        |
| Összesen Nürnberg     | Összesen Nürnberg     | Összesen Nürnberg     | 6         | 0         | 0         | 0         | 0     | 0    | 6        | 0        |
| Karrier teljesítménye | Karrier teljesítménye | Karrier teljesítménye | 54        | 4         | 0         | 0         | 0     | 0    | 54       | 4        |

## Sikerei, díjai
- Németország U17
  - U17-es labdarúgó-Európa-bajnokság ezüstérmes: 2012